# Raión de Zhydachiv
Zhydáchiv (en ucraniano: Жидачівський район) fue un raión o distrito de Ucrania en el óblast de Leópolis. En la reforma territorial de 2020, su territorio fue incluido en el raión de Stry.
Comprendía una superficie de 996 km².
La capital era la ciudad de Zhydáchiv.

## Demografía
Según estimación 2010 contaba con una población total de 80469 habitantes.

## Otros datos
El código KOATUU es 4621500000. El código postal 81700 y el prefijo telefónico +380 3239.